# Vladimír Clementis
Vladimír Clementis (Tisovec, 20 settembre 1902 – Praga, 3 dicembre 1952) è stato un politico slovacco. Comunista, fu ministro degli Esteri cecoslovacco dal 1948 al 1951. Nel 1952 venne ingiustamente impiccato per tradimento, venendo poi riabilitato nel 1963.